# Chadderton
Chadderton är en stad i distriktet Oldham, i grevskapet Greater Manchester, i England. Staden har 33 000 invånare och ligger längs floden Irk och Rochdalekanalen, cirka tio kilometer nordöst om Manchester.

## Historik
Ortsnamnet Chadderton kommer från Caderton. 

### Tidig historia

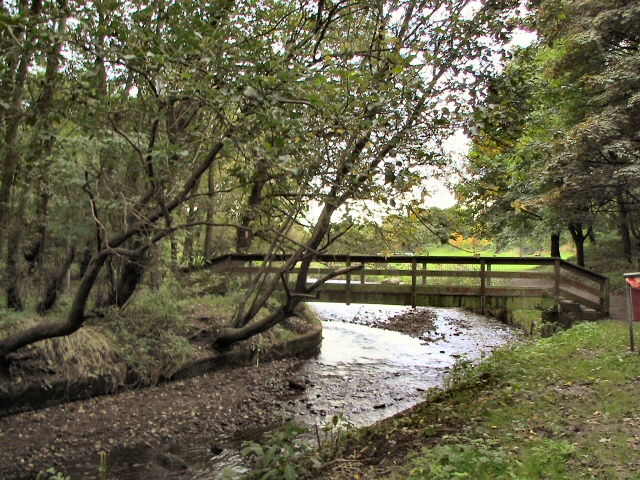
Chadderton Fold vid floden Irk.

Chadderton nämns första gången i ett rättsligt dokument från omkring år 1220. 

### Staden under textilepoken och den industriella revolutionen

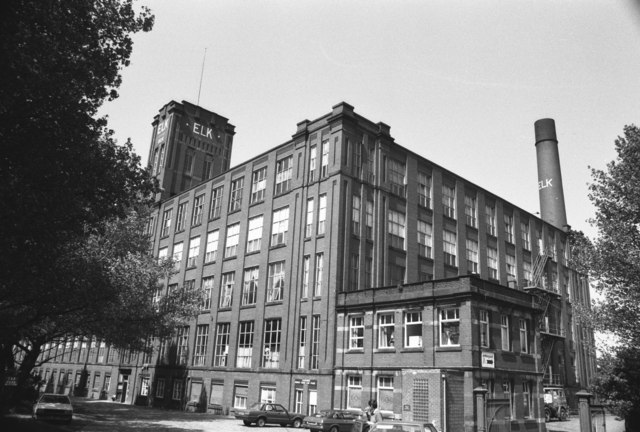
Kvarnen "Elk mill", byggd 1926, var en av Storbritanniens största och modernaste bomullskvarnar på sin tid. Den stängde 1998 och revs 1999.

Fram till mitten av 1700-talet var Chadderton och dess omgivningar en region som endast beboddes av mindre grupper, som i huvudsak försörjde sig på jordbruk. Jordbruket kompletterades av ett av arbete inom den framväxande bomullsindustrin.

## Kända personer
Personer från Chadderton kallas på engelska för Chaddertonians. 
- Brian Cox, föddes där 1968
- Terry Hall, TV-underhållare för barn, född 1926